# Wladislaw Glebowitsch Axelrod
Wladislaw Glebowitsch Axelrod (beim Weltschachbund FIDE Vladislav Akselrod, russisch Владислав Глебович Аксельрод; * 15. November 1972) ist ein russischer Schachspieler und -trainer.
Axelrod wohnt in Nowosibirsk und spielt in der russischen Mannschaftsmeisterschaft für den dortigen Verein. 2001 gewann er die sechste Runde des russischen Cups in Tomsk. Mehrmals gewann er die Meisterschaft von Nowosibirsk (zum Beispiel 2001 und 2002 und im Open 2007). Als Schachtrainer sekundiert er Natalja Pogonina und unterrichtete an der Sibirischen Akademie für öffentliche Verwaltung (SAPA) in Nowosibirsk.
Seit 1999 trägt er den Titel Internationaler Meister. Seine Elo-Zahl beträgt 2392 (Stand: November 2024). Seine bisher höchste Elo-Zahl war 2446 von Juli 2008 bis Dezember 2009. Er nimmt nur noch selten an Elo-gewerteten Turnieren teil: von Juli 2015 bis Dezember 2020 spielte er lediglich in zwei Turnieren in Nowosibirsk.